# 施内沃丁根
施内沃丁根（德語：Schneverdingen，發音：[ˈʃneːvɐdɪŋən] ⓘ）是德国下萨克森州海德县的城市，面积234.92平方千米，2023年12月31日人口为19,169人。